# Discografia de Simone & Simaria
A discografia de Simone & Simaria, uma dupla brasileira, compreende cinco álbuns de estúdio, três álbuns ao vivo, três DVDs e uma coletânea.

## Álbuns

### Álbuns de estúdio
| Álbum                         | Detalhes                                                                                            |
| ----------------------------- | --------------------------------------------------------------------------------------------------- |
| Nã Nã Nim Na Não              | - Lançamento: 1 de abril de 2004 - Formatos: CD, download digital - Gravadora: Atração              |
| Você Só Tá Afim de An, Vol. 2 | - Lançamento: 1 de julho de 2005 - Formatos: CD, download digital - Gravadora: João Paulo Produções |
| As Coleguinhas - Vol. 1       | - Lançamento: 2 de março de 2012 - Formatos: CD, download digital - Gravadora: Social Music         |
| As Coleguinhas - Vol. 2       | - Lançamento: 30 de janeiro de 2013 - Formatos: CD, download digital - Gravadora: Social Music      |
| As Coleguinhas - Vol. 3       | - Lançamento: 14 de setembro de 2013 - Formatos: CD, download digital - Gravadora: Social Music     |
| As Coleguinhas - Vol. 4       | - Lançamento: 22 de março de 2014 - Formatos: CD, download digital - Gravadora: Social Music        |

### Álbuns ao vivo
| Álbum                  |  | Detalhes                                                                                        |
| ---------------------- |  | ----------------------------------------------------------------------------------------------- |
| Ao Vivo em Manaus      |  | - Lançamento: 22 de novembro de 2013 - Formatos: CD, download digital - Gravadora: Social Music |
| Bar das Coleguinhas    |  | - Lançamento: 20 de março de 2015 - Formatos: CD, download digital - Gravadora: Universal       |
| Live                   |  | - Lançamento: 28 de outubro de 2016 - Formatos: CD, download digital - Gravadora: Universal     |
| Aperte o Play          |  | - Lançamento: 29 de março de 2019 - Formatos: CD, download digital - Gravadora: Universal       |
| Debaixo do meu telhado |  | - Lançamento: 27 de novembro de 2020 - Formato: download digital - Gravadora; Universal         |

### Extended plays
| Álbum   | Detalhes                                                                                     |
| ------- | -------------------------------------------------------------------------------------------- |
| Ao Vivo | - Lançamento: 23 de novembro de 2018 - Formatos: EP, download digital - Gravadora: Universal |

### Coletâneas
| Álbum  | Detalhes                                                                                     |
| ------ | -------------------------------------------------------------------------------------------- |
| Duetos | - Lançamento: 17 de novembro de 2017 - Formatos: CD, download digital - Gravadora: Universal |

### Álbuns de vídeo
| Álbum               | Detalhes                                                                                                  | Vendas      |
| ------------------- | --- | ----------- |
| Ao Vivo em Manaus   | - Lançamento: 22 de novembro de 2013 - Formatos: DVD, blu-ray, download digital - Gravadora: Social Music |             |
| Bar das Coleguinhas | - Lançamento: 20 de março de 2015 - Formatos: DVD, blu-ray, download digital - Gravadora: Universal       | - : 105.000 |
| Live                | - Lançamento: 28 de outubro de 2016 - Formatos: DVD, blu-ray, download digital - Gravadora: Universal     |             |
| Aperte o Play       | - Lançamento: 29 de março de 2019 - Formatos: CD, download digital - Gravadora: Universal                 |             |

## Singles

### Como artista principal
| "Quero Quero"                                                                                        | 2012 | —  |                 | As Coleguinhas - Vol. 1       |
| "Tá Dodói, Onde Dói?"                                                                                | 2012 | —  |                 | As Coleguinhas - Vol. 1       |
| "Dupla Traição"                                                                                      | 2013 | 54 |                 | As Coleguinhas - Vol. 2       |
| "Rainhas da Balada"                                                                                  | 2013 | —  |                 | As Coleguinhas - Vol. 3       |
| "Eu te Esperarei"                                                                                    | 2013 | 54 |                 | As Coleguinhas - Vol. 3       |
| "Ela Namora Hum"                                                                                     | 2014 | —  |                 | As Coleguinhas - Vol. 4       |
| "Ele Bate Nela"                                                                                      | 2014 | —  |                 | As Coleguinhas - Vol. 4       |
| "Meu Violão e o Nosso Cachorro"                                                                      | 2015 | 14 |                 | Bar das Coleguinhas           |
| "Quando o Mel é Bom"                                                                                 | 2016 | 7  |                 | Bar das Coleguinhas           |
| "Amor Mal Resolvido" (part. Jorge & Mateus)                                                          | 2016 | 22 |                 | Live                          |
| "126 Cabides"                                                                                        | 2016 | 1  |                 | Live                          |
| "Loka" (part. Anitta)                                                                                | 2017 | 6  | - : 3x Diamante | Duetos                        |
| "Regime Fechado"                                                                                     | 2017 | 1  | - : 2x Platina  | Live                          |
| "Paga de Solteiro Feliz" (part. Alok)                                                                | 2018 | 12 |                 | Ao Vivo                       |
| "Um em Um Milhão"                                                                                    | 2018 | 8  |                 | Aperte o Play                 |
| "Qualidade de Vida" (part. Ludmilla)                                                                 | 2019 | 18 |                 | Aperte o Play                 |
| "Aperte o Play"                                                                                      | 2019 | 8  |                 | Aperte o Play                 |
| "O Que é o Que é? (part. Marília Mendonça)                                                           | 2019 | —  |                 | Não adicionado à nenhum álbum |
| "Amor Que Dói"                                                                                       | 2019 | —  |                 | Não adicionado à nenhum álbum |
| "Amoreco"                                                                                            | 2020 | 8  |                 | Não adicionado à nenhum álbum |
| "Foi Pa Pum"                                                                                         | 2021 | 13 |                 | Não adicionado à nenhum álbum |
| "No Llores Más" (com Sebastián Yatra)                                                                | 2021 | 8  |                 | Não adicionado à nenhum álbum |
| "Baldinho"                                                                                           | 2021 | 6  |                 | Não adicionado à nenhum álbum |
| "Vontade de Morder" (part. Zé Felipe)                                                                | 2022 | 12 |                 | Não adicionado à nenhum álbum |
| "Rapariga"                                                                                           | 2022 | —  |                 | Bar das Coleguinhas 2         |
| "Amiga"                                                                                              | 2022 | —  |                 | Bar das Coleguinhas 2         |
| "Mesa Vermelha" (part. de Marina Sena, Péricles e Mc Daniel)                                         | 2023 | —  |                 | Não adicionado à nenhum álbum |
| "—" denota singles que não entraram nas paradas musicais ou não foram lançados em determinado local. |      |    |                 |                               |

### Como artista convidado
| "Embaçar o Vidro" (Naldo Benny part. Simone & Simaria)                                               | 2017 | —  |                 | Conexões                            |
| "Fica" (Imaginasamba part. Simone & Simaria)                                                         | 2017 | 59 |                 | Os Maiores Sucessos do Imaginasamba |
| "Bem Longe de Mim" (Victor Borges & Vinicius part. Simone & Simaria)                                 | 2017 | —  |                 | Não adicionado à nenhum álbum       |
| "Raspão" (Henrique & Diego part. Simone & Simaria)                                                   | 2017 | 1  |                 | De Braços Abertos                   |
| "Rapariga Não" (João Neto & Frederico part. Simone & Simaria)                                        | 2018 | 2  |                 | Em Sintonia                         |
| "Ta Tum Tum" (MC Kevinho part. Simone & Simaria)                                                     | 2018 | 77 | - : 2x Diamante | Não adicionado à nenhum álbum       |
| "Novo" (Laura Pausini part. Simone & Simaria)                                                        | 2018 | —  |                 | Fatti sentire                       |
| "Né" (Juan Marcus & Vinicius part. Simone & Simaria)                                                 | 2018 | 39 |                 | Não adicionado à nenhum álbum       |
| "Espalhar Amor" (Reginaldo Manzotti part. Simone & Simaria)                                          | 2018 | —  |                 | Não adicionado à nenhum álbum       |
| "Os Boys Amam, o Ex Chora" (Jerry Smith part. Simone & Simaria)                                      | 2020 | 35 |                 | Não adicionado à nenhum álbum       |
| "—" denota singles que não entraram nas paradas musicais ou não foram lançados em determinado local. |      |    |                 |                                     |

### Singlespromocionais
| Título                                              | Ano  | Álbum                         |
| --------------------------------------------------- | ---- | ----------------------------- |
| "Bom Substituto"                                    | 2017 | Live                          |
| "Hasta La Vista" (com Pabllo Vittar e Luan Santana) | 2018 | Não adicionado à nenhum álbum |
| "Mal-Acostumada"                                    | 2018 | Segundo Sol                   |

## Outras aparições
| Canção                                                   | Ano  | Outro(s) artista(s)                                                                         | Álbum                       | Ref.   |
| -------------------------------------------------------- | ---- | ------------------------------------------------------------------------------------------- | --------------------------- | ------ |
| "Vem Dançar Forró / Casado Também Namora / Medo de Amar" | 2012 | Frank Aguiar                                                                                | 20 Anos                     | [ 19 ] |
| "Um Pouco Mais"                                          | 2017 | Jefferson Moraes                                                                            | Start in São Paulo: Ao Vivo | [ 20 ] |
| "Me Chama Outra Vez"                                     | 2017 | Felipe Araújo                                                                               | 1 Dois 3                    | [ 21 ] |
| "Meu Coração Surtou"                                     | 2017 | Pedro & Benicio                                                                             | Hipnose                     | [ 22 ] |
| "São Tantas Coisas"                                      | 2017 | Roberta Miranda                                                                             | Os Tempos Mudaram           | [ 23 ] |
| "Majestade o Sabiá"                                      | 2017 | Roberta Miranda Marília Mendonça Naiara Azevedo Solange Almeida Maiara & Maraisa Day & Lara | Os Tempos Mudaram           |        |
| "Eu Menti"                                               | 2017 | Chitãozinho & Xororó                                                                        | Elas em Evidências: Ao Vivo | [ 24 ] |
| "Alô"                                                    | 2017 | Chitãozinho & Xororó                                                                        | Elas em Evidências: Ao Vivo |        |
| "Evidências"                                             | 2017 | Chitãozinho & Xororó Anavitória Kell Smith Alcione Tânia Mara Ana Clara Bruna Viola         | Elas em Evidências: Ao Vivo |        |
| "Machista"                                               | 2018 | Luan Santana                                                                                | Live-Móvel                  | [ 25 ] |
| "Desce com Maldade, Sobe com Autoridade"                 | 2019 | Ludmilla                                                                                    | Hello Mundo                 | [ 26 ] |
| "La Vida Continuó"                                       | 2019 | Karol G                                                                                     | Ocean                       | [ 27 ] |
| "Folha Seca"                                             | 2019 | Amado Batista                                                                               | Amado Batista 44 Anos       | [ 28 ] |
| "Maior Volta por Cima"                                   | 2020 | Wesley Safadão                                                                              | Garota Vip (Deluxe)         | [ 29 ] |